# Gagamachay
Gagamachay (en quechua: qaqa, mach´ay) es una montaña de los Andes centrales de Perú en los departamentos de Áncash y Huánuco.

## Geografía
Su cumbre está a una altitud es de 4539 m s.n.m. y se localiza en el borde o límites de las provincias de Huari (Áncash) y Huamalíes en el punto tripartito de los distritos de Huacachi, Anra y Singa; siendo los dos primeros mencionados pertenecientes al departamento de Áncash.
Hidrográficamente su cumbre es parte de la línea divisoria de las cuencas de los ríos Puchka y Marañón.